# Henry Searle
Henry Searle (ur. 29 marca 2006 w Wolverhampton) – brytyjski tenisista, zwycięzca juniorskiego Wimbledonu w grze pojedynczej chłopców.

## Kariera tenisowa
W 2022 zadebiutował w cyklu ITF Men’s Circuit w grze podwójnej, a w 2023 w grze pojedynczej.
Startując w rozgrywkach juniorów, Henry Searle w 2023 roku zwyciężył w Wimbledonie w grze pojedynczej chłopców. W finale pokonał Jarosława Demina. Został pierwszym od 1962 roku brytyjskim zwycięzcą juniorskiego Wimbledonu w grze pojedynczej chłopców.
W rankingu gry pojedynczej najwyżej był na 1486. miejscu (3 kwietnia 2023), a w zestawieniu gry podwójnej na 1433. pozycji (8 sierpnia 2022).

### Finały juniorskich turniejów wielkoszlemowych

#### Gra pojedyncza (1-0)
| Końcowy wynik | Nr | Data          | Turniej           | Nawierzchnia | Przeciwnik     | Wynik finału |
| ------------- | -- | ------------- | ----------------- | ------------ | -------------- | ------------ |
| Zwycięzca     | 1. | 16 lipca 2023 | Wimbledon, Londyn | Trawiasta    | Jarosław Demin | 6:4, 6:4     |